# Вишнёвский, Любомир
Любомир Ви́шнёвский (словац. Ľubomír Višňovský; род. 11 августа 1976, Топольчани, Чехословакия) — словацкий хоккеист, защитник.

## Карьера

### Клубная
Воспитанник хоккейного клуба «Слован» из столицы Словакии. Дебютировав за главную команду клуба в начале сезона 1994/95, Вишнёвский почти сразу стал её основным игроком. Всего за «Слован» отыграл 6 лет, два раза — в 1998 и 2000 — становясь победителем словацкой экстралиги.
В 2000 году задрафтован клубом НХЛ «Лос-Анджелес Кингс». В отличие от большинства других европейских хоккеистов, которых после драфта отправляют набираться опыта в фарм-клубы, Вишнёвский сразу после переезда за океан провел полноценный сезон за «Лос-Анджелес», набрав 39 очков в розыгрыше регулярного чемпионатa. По итогам сезона словацкий защитник был включён в символическую сборную новичков НХЛ.
Во время локаута Вишнёвский уехал на родину, подписав со «Слованом» однолетний контракт. За этот год Любомир в очередной раз выиграл первенство Словакии и был признан лучшим игроком чемпионата.
В первом же сезоне после окончания локаута Вишнёвский, вернувшийся в калифорнийский клуб, установил личный рекорд результативности — 67 очков (17+50) в регулярном чемпионате 2005/2006. В следующем году включён в состав сборной Западной конференции на матч всех звёзд НХЛ. В очень результативном даже для неформальных игр матче — 12:9 в пользу команды Запада — Вишнёвский отметился шайбой и голевой передачей.
29 июня 2008 года, с началом НХЛ-овского межсезонья, Вишнёвский сменил клуб — обменян в «Эдмонтон Ойлерз», откуда в обратном направлении проследовали нападающий Джаррет Столл и защитник Мэтт Грин. Но долго на новом месте словак не задержался: в марте 2010 г. «Анахайм Дакс», которому требовалось укрепление защитной линии, договорился с «Эдмонтоном» о переходе Вишнёвского в обмен на Райана Уитни и право выбора на драфте.
1 января 2011 года Любомир Вишнёвский забросил сотую шайбу в НХЛ, отличившись в игре против «Филадельфии».
Летом 2012 года Вишнёвский перешёл в «Нью-Йорк Айлендерс»; во время локаута, начавшегося в октябре, он вновь играл за «Слован».
27 февраля 2016 года завершил профессиональную карьеру хоккеиста.

### В сборной
Вишнёвский — один из лидеров сборной Словакии по числу проведённых матчей и сыгранных турниров. Он участвовал в четырёх Олимпийских играх и десяти мировых чемпионатах, дважды представлял Словакию на розыгрыше Кубка мира. Всего на счету Вишнёвского 82 матча за сборную, в которых он набрал 50 очков (14+36). Вишнёвский имеет полный комплект наград чемпионата мира — золото 2002 года, серебро 2000-го, бронзу 2003-го.
На Олимпийских играх 2010 года Вишнёвский забросил две шайбы, одну из них — в полуфинале против канадцев (2:3 в пользу хозяев Олимпиады). После матча Вишнёвский отметил излишнюю пассивность своей команды как один из главных факторов поражения.
Во ходе игр Вишнёвский был заподозрен в употреблении допинга, так как в его анализах, взятых после матча Словакия — Норвегия, было обнаружено повышенное содержание псевдоэфедрина. Однако после выяснения всех связанных с этим обстоятельств Дисциплинарный комитет МОК решил не применять строгих санкций ни лично к Вишнёвскому, ни к сборной Словакии.
Любомир Вишнёвский защищал цвета сборной Словакии на пяти чемпионатах мира (1996—2000) и признавался лучшим защитником Словакии (1999—2003) пять раз подряд.

ОИ-2010, 1/2 финала, Канада — Словакия. Любомир Вишнёвский и Патрик Марло.

Турниры, в которых принимал участие Любомир Вишнёвский:
- Олимпийские игры: 1998, 2002, 2006, 2010
- Чемпионат мира: 1996, 1997, 1998, 1999, 2000, 2002, 2003, 2005, 2008, 2011
- Кубок мира: 1996, 2004

В 2008 году Вишнёвский принял участие в чемпионате мира по инлайн-хоккею, проходившем в Братиславе, и завоевал его серебряные медали.

## Награды и достижения
- Медаль Президента Словацкой Республики (14 мая 2003 года)[9]
- Крест Президента Словацкой Республики I степени (15 мая 2002 года)[10]
- Чемпион Словакии: 1998, 2000, 2005
- Чемпион мира: 2002
- Лучший хоккеист Словакии: 2005
- Участник матча «Всех звёзд» НХЛ: 2007
- Включён во вторую команду звёзд НХЛ: 2011

## Статистика
Статистика на 20 октября 2013 года
```
                                            --- Regular Season ---  ---- Playoffs ----
  Season   Team                      Lge    GP    G    A  Pts  PIM  GP   G   A Pts PIM
  ------------------------------------------------------------------------------------
  1994-95  Slovan Bratislava	     Slova  32   12   19   31   16   9   1   3   4   2
  1995-96  Slovan Bratislava	     Slova  35    8    6   14   22  13   1   5   6   2
  1996-97  Slovan Bratislava	     Slova  44   11   12   23   14   2   0   1   1   0
  1997-98  Slovan Bratislava	     Slova  36    7    9   16   16  11   2   2   4   0
  1998-99  Slovan Bratislava	     Slova  40   10    9   19   31  10   5   5  10   0
  1999-00  Slovan Bratislava	     Slova  52   21   24   45   38   8   5   3   8  16
  2000-01  Los Angeles Kings	     NHL    81    7   32   39   36   8   0   0   0   0
  2001-02  Los Angeles Kings	     NHL    72    4   17   21   14   4   0   1   1   0
  2002-03  Los Angeles Kings	     NHL    57    8   16   24   28  --  --  --  --  --
  2003-04  Los Angeles Kings	     NHL    58    8   21   29   26  --  --  --  --  --
  2004-05  Slovan Bratislava	     Slova  43   13   25   38   40  14   2  10  12  10
  2005-06  Los Angeles Kings	     NHL    80   17   50   67   42  --  --  --  --  --
  2006-07  Los Angeles Kings	     NHL    69   18   40   58   26  --  --  --  --  --
  2007-08  Los Angeles Kings	     NHL    82    8   33   41   34  --  --  --  --  --
  2008-09  Edmonton Oilers	         NHL    50    8   23   31   30  --  --  --  --  --
  2009-10  Edmonton Oilers	         NHL    57   10   22   32   16
  2009-10  Anaheim Ducks	         NHL    16    5    8   13    4  --  --  --  --  --
  2010-11  Anaheim Ducks	         NHL    81   18   50   68   24   6   0   3   3   2
  2011-12  Anaheim Ducks	         NHL    68    6   21   27   47  --  --  --  --  --
  2012-13  Slovan Bratislava 	     KHL    32	  6   11   16	22
  2012-13  New York Islanders	     NHL    35	  3   11   14	20   6   0   2   2   2
  2013-14  New York Islanders	     NHL    24    3    8   11   10
  2014-15  New York Islanders	     NHL    53    5   15   20    8   4   0   2   2   0
  2015-16  Slovan Bratislava	     KHL     9    2    8   10    2   4   0   0   0   0
         NHL Totals                        883  128  367  495  373  28   0   8   8   4

```